# Hyperaspidius comparatus
Hyperaspidius comparatus är en skalbaggsart som beskrevs av Thomas Casey 1899. Hyperaspidius comparatus ingår i släktet Hyperaspidius och familjen nyckelpigor. Inga underarter finns listade i Catalogue of Life.